# Pierre Bertrand Chesnon de Baigneux
Pierre Bertrand Chesnon de Baigneux est un homme politique français né le 2 octobre 1747 à Cinais (Touraine) et décédé le 5 octobre 1831 au même lieu.

## Biographie
Pierre Bertrand Chesnon de Baigneux est le fils de Pierre Chesnon, sieur de Baigneux, conseiller du Roi, avocat de l'Hôtel-Dieu, maire perpétuel de Chinon, et de Marguerite de La Mothe. Il est le cousin de Marie Pierre Félix Chesnon de Champmorin. Il est le beau-père de Jean Dubrac de La Salle, ingénieur des ponts et chaussées.
Après avoir suivi ses études au collège royal de Chinon puis son droit à Paris, il acquiert la charge de conseiller du Roi, lieutenant général et criminel au bailliage et siège royal de Chinon
Maire de Chinon depuis 1783, il est l'un des douze propriétaires choisis pour participer à l'assemblée du bailliage de Touraine en 1787. Il est député du tiers-état du bailliage de Touraine aux États généraux de 1789. 
Rentré à Chinon en 1791, il est de nouveau maire de Chinon. Il s'oppose aux Jacobins et à la société populaire local. Chesnon s'oppose aux arrestations par la Convention dans sa ville de suspects en réponse aux événements aux soulèvements de l'Ouest, critiquant une mesure « contraire aux droits de l'homme ». Les Vendéens occupent, sans opposition, Chinon du 12 au 19 juin 1793. À la reprise de la ville par les Bleus, Chesnon est suspendu par arrêté du 13 juillet 1793 et conduit à Paris. La chute de Robespierre lui sauve la vie. Reprenant ses fonctions de maire le 20 vendémiaire an III, il le reste jusqu'en l'an V.
Après le coup d'État du 18 Brumaire, il reprend sa place dans la magistrature et est nommé président du tribunal civil de Chinon en 1800. Il exerce ces fonctions jusque sous la Restauration, qui les lui confirme en 1819.
Il est député d'Indre-et-Loire de 1812 à 1814.

## Pour approfondir